# Fernpas
De Fernpas is een 1212 meter hoge bergpas in de Oostenrijkse deelstaat Tirol. De pas vormt een snelle verbinding tussen Imst in het Inndal en Reutte in het noorden van Tirol. Ook is via deze pas Garmisch-Partenkirchen snel bereikbaar vanuit het westen van het Oberinntal.
De Fernpas is gelegen tussen de Lechtaler Alpen in het westen en het Miemingergebergte in het oosten. De Zugspitze bevindt zich 13,5 km ten noordoosten van de pas in het Wettersteingebergte. De pashoogte, die zich iets ten zuidwesten van Ehrwald bevindt, ligt tussen de Grubigstein (2233 m), de Wannig (2493 m) en de Loreakopf (2471 m).
De pas ontstond ongeveer 4100 jaar geleden door een grote aardverschuiving, die de dalen tussen de bergen opvulde. De Fernpas voert over deze bergstorting, langs een aantal meren, waarvan het Blindmeer het grootste is. Over de Fernpas ligt de drukke Oostenrijkse B 179, die Reutte via de Lermooser Tunnel met Nassereith en Tarrenz dan wel Imst verbindt. De aansluitende wegen verbinden Garmisch-Partenkirchen (Duitsland), Mieming en Telfs met elkaar. Hierdoor is de pas een van de meest bereden passen in de oostelijke Alpen. Het maximale stijgingspercentage bedraagt 8%, het te overwinnen hoogteverschil 371 meter.

## Geschiedenis
De Fernpas is al vele eeuwen bekend als bergpas. Over de Fernpas liep in de Romeinse tijd de Via Claudia Augusta, die de belangrijkste route tussen Germania en het noorden van Italië vormde.
De pre-Romeinse handel in barnsteen verliep naar verluidt al over de Fernpas. Langs de vele wegen die richting de pas voeren, zijn archeologische vondsten gedaan, die de betekenis van de Fernpas voor de handel tussen de Oostzee en noord Italië en zelfs Griekenland tonen.
De Fernpas is de tweede alpenpas op de oude, door de Romeinen gebouwde, Reschenroute. De Romeinen bouwden de reeds bestaande weg uit in de jaren 46/47 na Christus en de weg bleef tot in de late Middeleeuwen in gebruik. Men noemde de weg naar haar ontwerper, Keizer Claudius. De Via Claudia Augusta. Later werd ze ook wel Hogere straat genoemd, in tegenstelling tot de Lagere straat, de bijnaam van de Brennerroute. Lange tijd was de weg de belangrijkste Duits-Italiaanse alpenverbinding, vanwege de relatieve zekerheid ten opzichte van winter- en wateroverlast en het feit dat er nagenoeg geen steile, gevaarlijke weggedeelten waren.

### De naam
De naam van de pas heeft niets met het toenmalige internationale (Duits: Fern) verkeer van doen. De naam Fernpas ontstond als verbastering van de middeleeuwse naam Mons Fericius of Montis Fericii. In een reisverslag van Felix Faber, die deze naam gebruikte en de pas in het einde van de 15e eeuw bezocht, wordt geschreven dat niet alleen lokaal verkeer gebruik maakte van de route, maar ook doorgangsverkeer.
Tijdens de bloei van het Augsburger geslacht Fugger was de route een belangrijke en vooral, in tegenstelling tot de Arlbergpas, weer-zekere, alpenverbinding.

## Afbeeldingen

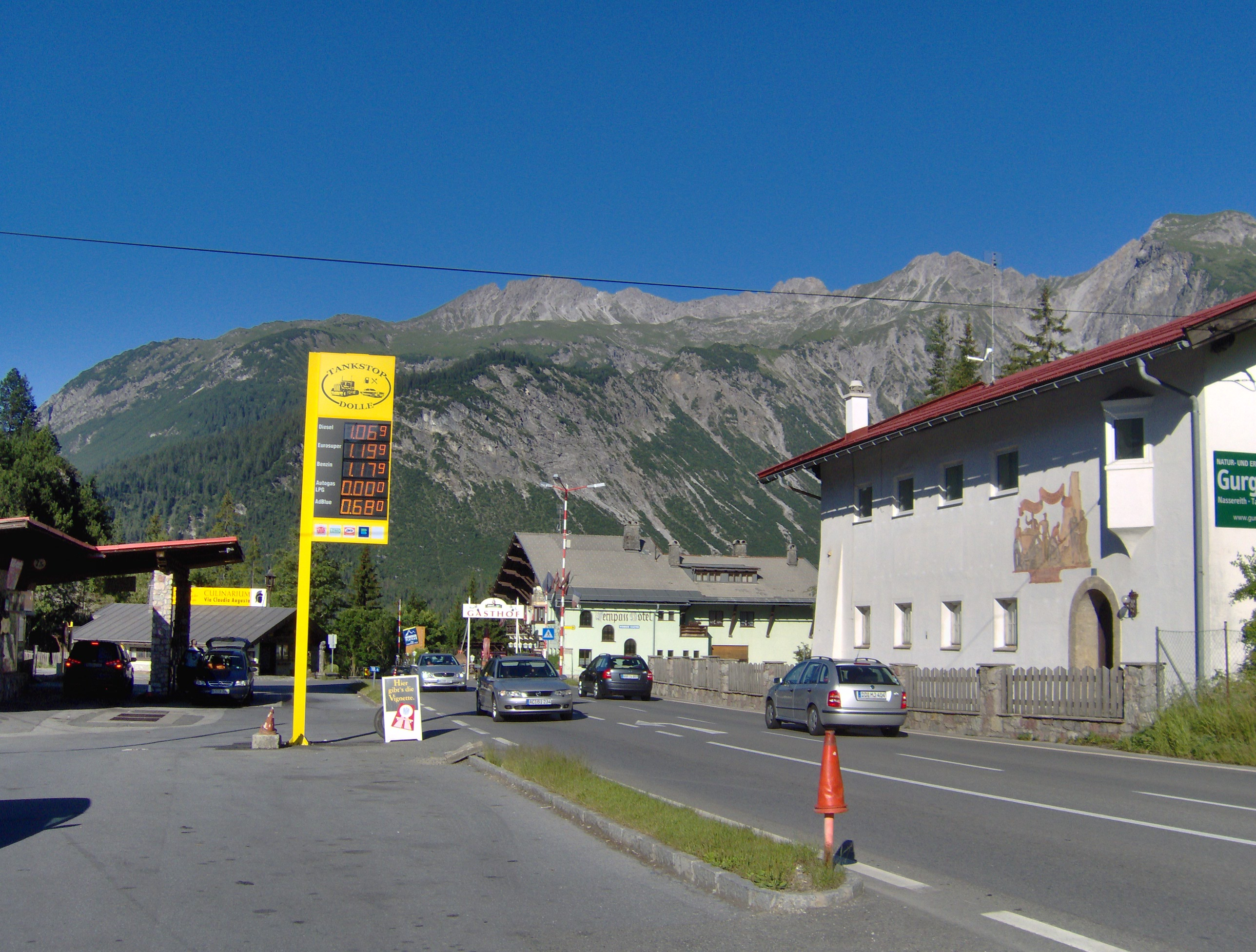
Het plaatsje Fernpass (gemeente Nassereith) aan de Fernpas, nabij de pashoogte
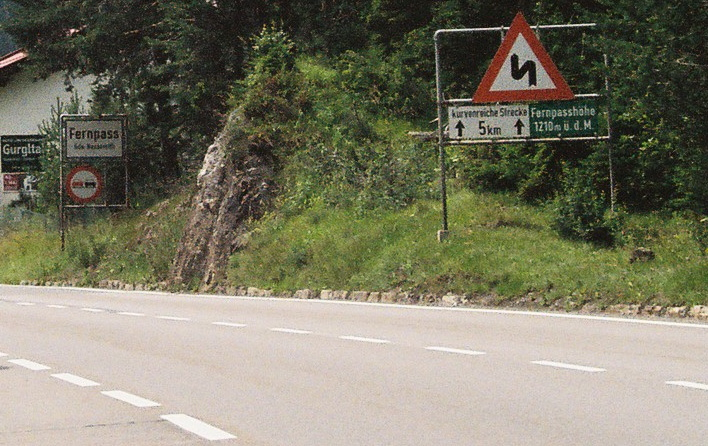
Het verkeersbord dat het hoogste punt van de pas aangeeft, net buiten het plaatsje Fernpass
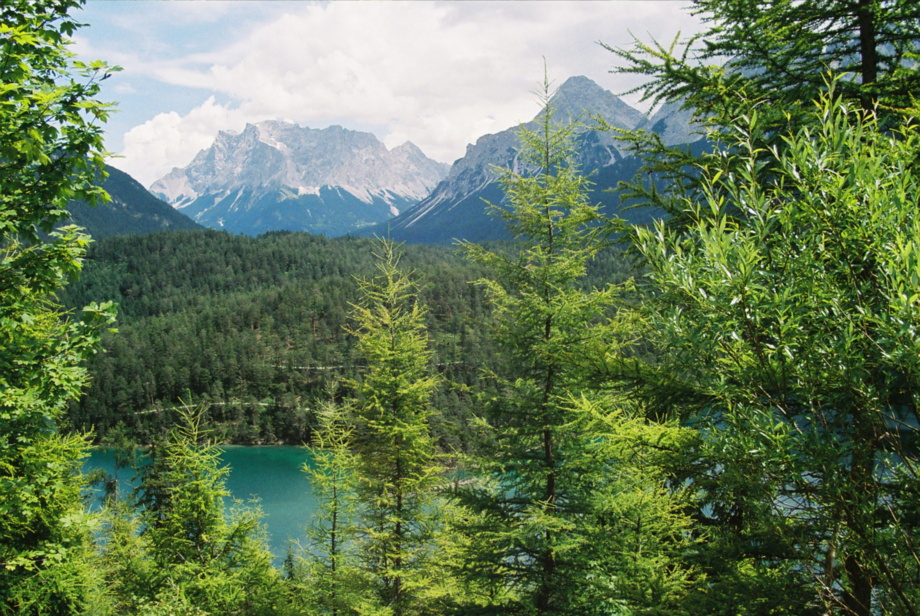
Blik op de Blindsee
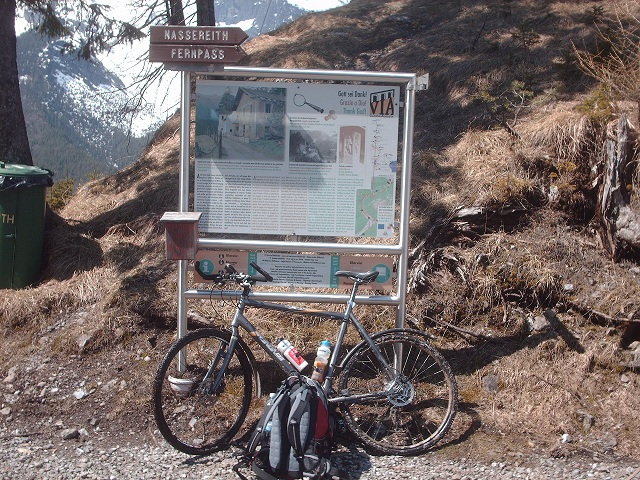
Fernpass

Arlberg · Bielerhöhe · Brenner · Fern · Flexen · Gerlos · Großglockner · Hahntennjoch · Katschberg · Kühtai · Pfitscherjoch · Plöcken · Radstädter Tauern · Reschen · Seefeld · Sölk · Staller Sattel · Timmelsjoch · Triebener Tauern · Turracherhöhe · Zeinis